# Colchicum pusillum
Colchicum pusillum ist eine Pflanzenart aus der Gattung Herbstzeitlose (Colchicum) in der Familie der Zeitlosengewächse (Colchicaceae).

## Beschreibung
Colchicum pusillum ist eine ausdauernde krautige Pflanze, die Wuchshöhen von 6 bis 12 Zentimeter erreicht. Dieser Geophyt bildet Sprossknollen als Überdauerungsorgane aus. Die 3 bis 8 Blätter erscheinen zur Blütezeit. Sie sind linealisch und messen 80 bis 110 × 1 bis 5 Millimeter. 
Die 1 bis 6 Blüten öffnen sich sternförmig. Sie sind hell rosa-violett bis weiß gefärbt. Die Zipfel messen 10 bis 20 × 1,5 bis 3 (4) Millimeter. Die Staubfäden sind weiß, nur ihr Grund ist gelborange. Die Staubbeutel sind purpurschwarz, bräunlichschwarz oder graubraun gefärbt, selten auch gelb, und 1,5 bis 3 Millimeter lang.
Die Blütezeit reicht von Oktober bis November (Januar).

### Chromosomenzahl
Auf Kreta wurden Populationen mit triploidem (2n = 27) und solche mit hexaploidem (2n = 54, 58) Chromosomensatz gefunden.

## Vorkommen
Colchicum pusillum kommt auf Inseln der Südhälfte des Ägäischen Meeres und auf Zypern vor. Nachgewiesen ist sie auf Kythira, Andros, Paros, Naxos und Astypalea, auf Kreta, den Inseln Gavdos und Gavdopoula, Karpathos und den benachbarten Inseln Armathia, Kasos und Saria sowie auf Rhodos, Chalki, Symi und  Tilos. Auf Zypern ist sie aus allen Landesteilen nachgewiesen. Die Art wächst in trockener Phrygana, auf Lehmflächen und auf Kulturland in Höhenlagen von 0 bis 1400 Meter.

## Taxonomie
Colchicum pusillum wurde 1822 von Franz Wilhelm Sieber in Flora; oder, (allgemeine) botanische Zeitung, Band 5 Teil 1, Seite 248 erstbeschrieben.

## Belege
- Ralf Jahn, Peter Schönfelder: Exkursionsflora für Kreta. Mit Beiträgen von Alfred Mayer und Martin Scheuerer. Eugen Ulmer, Stuttgart (Hohenheim) 1995, ISBN 3-8001-3478-0, S. 351.